# Just Like Tom Thumb's Blues
«Just Like Tom Thumb's Blues» es una canción compuesta por Bob Dylan publicada en el álbum Highway 61 Revisited en 1965. Registrada el 2 de agosto de 1965 –junto a "Highway 61 Revisited", "Queen Jane Approximately" y "Ballad of a Thin Man"– en una de las últimas sesiones de grabación dicho álbum, es considerada una de las obras maestras de Dylan en los '60, y un cómico tour de force (logro creativo excepcional).

## Letra
"Just Like Tom Thumb's Blues" sigue el camino fatigoso de la canción anterior, "Highway 61 Revisited". El cantante se sitúa en Ciudad Juárez (México) en tiempo de Pascua, en medio de la enfermedad y la desesperación. Estando allí, se encuentra con trabajadoras sexuales como "Saint Annie" ("Santa Ana") o "Sweet Melinda" ("la dulce Melinda"), así como de autoridades corruptas, y bebe y se droga en su camino al desamparo.
La canción establece un ambiente de pesadilla a medida que el cantante es arrastrado por la gravedad, la bebida, la enfermedad, los remordimientos y los recuerdos.
El panorama y la situación se combinan en una hermosa evocación de una conciencia borrosa, sin siquiera terminar en una imagen clara de la temática de la canción.
Sin embargo, en el sorprendente último verso, el cantante, que ha tenido suficiente, recoge y lo deja todo atrás para volver a la ciudad de Nueva York, donde las cosas pueden ser mejor.
Al igual que muchas canciones del álbum, "Just Like Tom Thumb's Blues" incluye numerosas referencias literarias, que contienen imágenes que evocan la novela Bajo el volcán de Malcolm Lowry, el nombre de una calle sacado del relato de Edgar Allan Poe "Los crímenes de la calle Morgue", y el título hace referencia a la traducción de Oliver Bernard del poema "Ma Bohème (Fantaisie)" de Arthur Rimbaud, en el cual se hace llamar "Tom Thumb".

## Estructura musical
Musicalmente, "Just Like Tom Thumb's Blues" consta de siete estrofas (seis cantadas y una instrumental con solo de armónica) de ocho versos con rima -A-A-A-A, aunque en alguna estrofa hay una segunda rima B. La progresión armónica se basa en los tres acordes típicos de un blues de estilo rural (I, IV y V, en este caso sol, do y re) sin estribillo o parte "B", en la que los 12 compases típicos de esta forma se expanden a 16 debido a la repetición de los cuatro primeros basados en la tónica. El acompañamiento de las guitarras rítmica de Dylan y la solista de Mike Bloomfield, dos teclados, bajo, batería y la voz le añaden textura.
La parte de teclados es particularmente interesante. Al Kooper tocó acordes en un innovador piano eléctrico Hohner Pianet procesado por un efecto trémolo, y Paul Griffin un tack piano muy ágil y libre con una sonoridad propia del Honky Tonk y la música Country en la que predomina el uso de la escala Pentatónica Mayor. En contraposición, los fraseos de la guitarra de Mike Bloomfield evocan figuras de acompañamiento basadas en intervalos de sextas, recurso muy usado en el folclore Mexicano y la música hispanoamericana en general.

## Otras apariciones

### Versiones Oficiales
- Se incluyó en Bob Dylan's Greatest Hits Vol. II.
- Una versión temprana de la canción en The Bootleg Series Vol. 7: No Direction Home: The Soundtrack.
- Una versión en directo grabada en el concierto del 14 de mayo de 1966 en Liverpool fue lanzada como cara B del sencillo I Want You. Esta misma versión fue incluida posteriormente en el recopilatorio Masterpieces.
- Una versión en directo grabada el 17 de mayo de 1966 en el Free Trade Hall de Mánchester con The Band, fue incluida en The Bootleg Series Vol. 4: Bob Dylan Live 1966, The "Royal Albert Hall" Concert.
- La versión de Neil Young en The 30th Anniversary Concert Celebration.

### Versiones
Han grabado la canción, entre otros, Gordon Lightfoot, que fue el primero en versionarla, y llegó a ser #3 en Canadá; Judy Collins; Nina Simone; Bryan Ferry en Dylanesque; y Linda Ronstadt. Los Grateful Dead la han tocado en numerosas ocasiones en sus conciertos.
Beastie Boys usaron la última frase de la canción ("I'm going back to New York City, I do believe I've had enough") para la canción "Finger Lickin' Good" del álbum Check Your Head.
Lisa Hannigan la grabó el 16 de junio de 2008, en la taberna de Dick Mac, Irlanda.